# Matsudaira Kōtō
Matsudaira Kōtō (jap. 松平 康東; * 5. Februar 1903 in Tokio; † 4. Mai 1994) war ein japanischer Diplomat.

## Biographie
Der Sohn eines Reeders studierte Rechtswissenschaften an der Kaiserlichen Universität. 1926, noch vor Abschluss seiner Studien, begann er für den auswärtigen Dienst Japans zu arbeiten und promovierte 1931 in Paris zum Doktor juris. Ab dem Jahr 1932 war er als Mitglied der japanischen Delegation beim Völkerbund in Genf tätig. 1934 wechselte er in die Vertragsabteilung des japanischen Außenamtes, wo er bis 1941 tätig war. Vom Anfang dieses Jahres bis zum Angriff auf Pearl Harbor im Dezember 1941 war er Botschaftssekretär in Washington. Zurück in Japan arbeitete er in leitender Position für die Vertragsabteilung des Außenamtes, bevor er 1944 als Botschaftssekretär nach Moskau ging.
Von 1957 bis Mai 1961 war er Japans Ständiger Vertreter bei den Vereinten Nationen.